# Fluoro
Il fluoro (AFI: /fluˈɔro/) è l'elemento chimico della tavola periodica degli elementi che ha numero atomico 9 e simbolo F. È il primo elemento del gruppo 17 del sistema periodico, facente parte del blocco p. Appartiene al gruppo degli alogeni ed è l'elemento più elettronegativo della tavola periodica; è l'unico elemento in grado di ossidare l'ossigeno. Il termine "fluoro" venne coniato da André-Marie Ampère e Sir Humphry Davy nel 1812 e deriva dai primi usi della fluorite come agente fondente (dalla parola latina fluere). I sali di fluoro si chiamano fluoruri.
Il fluoro, a causa della sua elevata reattività, non si trova libero in natura, tranne che in piccole tracce all'interno di fluoriti sottoposte a irraggiamento beta e gamma. Si trova invece combinato con altri elementi e rappresenta circa lo 0,065% in massa della crosta terrestre. In natura, il fluoro si trova comunemente come ione fluoruro F−, in particolare nella fluorite e nella fluorapatite. Come tutti gli alogeni, si trova nel suo stato elementare come molecola biatomica, F2. Il fluoro elementare a temperatura ambiente è un gas di colore giallo pallido, poco più pesante dell'aria, tossico, estremamente aggressivo e di odore penetrante.

## Caratteristiche

### Configurazione elettronica e proprietà
Il fluoro ha configurazione elettronica 1s2 2s2 2p5; con i suoi 7 elettroni di valenza (2s2 2px2 2py2 2pz1), appartiene al gruppo 17 ed è quindi il primo degli alogeni. Avendo un elettrone spaiato e mancando di un solo elettrone per raggiungere la configurazione stabile di ottetto, il fluoro è quasi sempre monovalente nei suoi composti, formando legami covalenti singoli, come già accade nella sua molecola F−F, oppure acquisisce un elettrone da atomi metallici per divenire un anione mononegativo (F−, ione fluoruro), formando legami ionici e dando così luogo a sali.

#### Proprietà atomiche
Mentre gli elettroni 1s e 2s schermano abbastanza bene alltrettante cariche positive del nucleo, gli elettroni p sono molto poco efficaci in questo: la carica nucleare efficace sentita dall'ultimo elettrone di valenza è riportata pari a 5,1 cariche positive unitarie. Di conseguenza, non sorprende che il potenziale di ionizzazione dell'atomo, pari a 17,423 eV (1.681,1 kJ/mol), sia il più alto nella tavola periodica se si eccettuano i corrispondenti potenziali dei gas nobili elio e neon. D'altro canto, la sua affinità elettronica, 3,52 eV (340,1 kJ/mol), è anch'essa molto alta ed è la seconda dopo quella del cloro (3,61 eV). Dati i valori elevati di questi potenziali (ionizzazione e affinità elettronica), il fluoro risulta essere l'elemento che presenta la più alta elettronegatività (3,98) la quale, nella formulazione di Mulliken, dipende dalla somma dei due; di conseguenza, F è anche il più forte ossidante tra gli elementi: può ossidare anche l'ossigeno, nel senso che può sottrarre ad esso densità elettronica nei legami O−F, nei quali, al contrario degli altri alogeni, il fluoro viene ad avere una parziale carica negativa (δ−) e conseguente stato di ossidazione -1.

#### Proprietà molecolari
Il fluoro si lega con se stesso formando la molecola stabile F2 nella quale entrambi gli atomi, per mutua condivisione del proprio elettrone spaiato, formano un legame semplice (F−F), raggiungendo entrambi la configurazione elettronica del gas nobile neon. Dal diagramma degli orbitali molecolari di F2 si può vedere che l'ordine di legame è 1, dovuto dalla presenza di 2 elettroni in un orbitale legante di tipo sigma: degli altri 6 orbitali pieni, 3 sono leganti e 3 sono antileganti e non ci sono elettroni spaiati, per cui la molecola F2 è diamagnetica.
In questa molecola la distanza F−F dedotta dalla spettroscopia Raman ammonta a 141,2 pm. Questo valore è alquanto più alto rispetto al valore atteso in base al raggio covalente di F, pari a 57 pm, che quindi dovrebbe essere:
dteor(F−F) = 2 rcov(F) = 114 pm
Questo allungamento del legame rispetto al valore atteso è stato tradizionalmente attribuito alle repulsioni tra le coppie solitarie dei due atomi di fluoro.
Parallelamente a questo, l'allungamento del legame si accompagna con un'energia di legame della molecola F2 (159 kJ/mol) che è decisamente minore di quella di Cl2 (243 kJ/mol) e minore anche di quella di Br2 (193 kJ/mol) e questo facilita la rottura del legame F–F; questo fatto, insieme all'elevata elettronegatività del fluoro atomico (che in più è anche un radicale libero), rendono il fluoro il più reattivo di tutti gli elementi: forma composti con quasi tutti gli altri atomi, inclusi alcuni dei gas nobili (gruppo 18), quali kripton e xenon, formando molecole ipervalenti come il difluoruro di kripton KrF2 e fluoruri di xenon fino al suo stato di ossidazione +6: XeF2, XeF4, XeF6, ed altri ossofluoruri di xenon.

### Fluoro biatomico (difluoro, F2)
A temperatura ambiente il fluoro si presenta come un gas biatomico (F2) di colore giallo pallido, dal forte odore pungente, estremamente aggressivo, corrosivo e tossico; il gas può essere condensato a −188 °C in un liquido di colore giallo vivo e questo solidifica a −220 °C a dare un solido trasparente giallo (β-F2, forma cubica disordinata); abbassando ancora la temperatura a –228 °C, subisce una transizione di fase con notevole calore latente, maggiore di quello di solidificazione, per dare la forma monoclina α-F2, incolore. Il fluoro biatomico, che è una molecola poco polarizzabile (α = 1,160), in condizioni ambiente è un gas propriamente detto (Tcr = -129 °C), a differenza del suo omologo cloro, più polarizzabile (α = 4,610) che, nelle stesse condizioni, è anch'esso gassoso, ma è tecnicamente un vapore (Tcr = 143,8 °C), liquefacibile per sola compressione.
Anche in condizioni di buio e bassa temperatura il fluoro reagisce in maniera esplosiva con l'idrogeno per formare acido fluoridrico HF. Se investiti da un getto di gas di fluoro, vetro, metalli, acqua e altre sostanze bruciano con una fiamma brillante. Il fluoro si trova sempre composto con altri elementi, specialmente silicati, per questo non può essere preparato o contenuto in recipienti di vetro. La reazione tra fluoro puro e composti organici è solitamente accompagnata da un'accensione o da una violenta esplosione della miscela, a causa del calore di reazione molto elevato. La reazione è accompagnata da frammentazione e polimerizzazione.
La reazione fra fluoro e composti aromatici produce generalmente peci di degradazione, polimeri, composti insaturi instabili, derivati cicloesanici altamente fluorurati, ma non composti aromatici. A temperature ordinarie il fluoro reagisce energicamente con la maggior parte dei metalli a dare fluoruri salini. Un certo numero di metalli, tra cui l'alluminio, il rame, il ferro e il nichel, formano un film superficiale, aderente e protettivo, costituito dal fluoruro del metallo corrispondente, consentendo così l'uso del metallo stesso nello stoccaggio e nella movimentazione del gas. Per questo motivo il fluoro viene stoccato sotto forma di gas compresso, puro o diluito, in bombole da 40 litri caricate a 30 bar. Data la sua forte capacità ossidante verso i metalli, è necessario che le bombole siano maneggiate con cura, pena il distacco del sottile strato di passivazione con conseguente incendio del metallo costituente la bombola.
Il fluoro reagisce con l'acqua e cattura un protone formando il suo precursore (acido fluoridrico) e il difluoruro di ossigeno OF2. In ambiente basico il difluoruro di ossigeno è lentamente ridotto a ossigeno e fluoro.

## Storia ed etimologia
Nel 1529 Georgius Agricola (Georg Bauer) descrisse la tecnica di aggiungere il minerale cristallino che oggi si chiama fluorite ["lapides igni liquescentes (fluores)"] come un additivo per facilitare lo scorrimento (la fusione) di altri minerali da cui si ricavavano poi i metalli, minerali che altrimenti avrebbero avuto bisogno di temperature decisamente più alte. Tale minerale cristallino venne riportato negli scritti di Basilio Valentino come Flußspat. Questo divenne fluorspar in inglese, il francese "spath fluor" (uno dei nomi), da cui l'italiano "spatofluore", dove "spato" (come in feldspato) sta a indicare un minerale non metallico, cristallino, che si sfalda facilmente. La parte "fluore" viene in ogni caso dai termini latini fluere che significa scorrere, fluire, o fluor, flusso.
Nel 1670 Schwandhard scoprì che il vetro veniva inciso se esposto alla fluorite trattata con acido solforico, dato che così si ha formazione di acido fluoridrico. Carl Scheele e molti altri ricercatori, tra cui Humphry Davy, Gay-Lussac, Antoine Lavoisier e Louis Thenard, condussero esperimenti con l'acido fluoridrico, alcuni dei quali finirono in tragedia. Anche per questo, il fisico francese André-Marie Ampère suggerì il termine "Phtor" (ricavato dal greco antico φθορία, fthoría, con significato di "rovina, distruzione"); sulla radice di questo termine furono ricavati i nomi del fluoro in greco moderno (φθόριο, fthorio), in russo (Фтор, ftor) e alcune altre lingue slave orientali.
Questo elemento non fu isolato fino a molti anni più tardi, poiché quando viene separato da un composto attacca immediatamente i materiali delle apparecchiature con cui viene realizzata la sintesi.
Il 26 giugno del 1886, dopo almeno 74 anni di continui sforzi, il chimico francese Henri Moissan isolò per la prima volta il fluoro elementare applicando un metodo originariamente proposto senza successo da Davy e Ampère nel periodo 1810-1812. Moissan realizzò l'elettrolisi di acido fluoridrico anidro contenente tracce di fluoruro di potassio in una cella di platino con elettrodi di platino-iridio.
Il politetrafluoroetilene (teflon) fu ottenuto accidentalmente nel 1938.
La scoperta del Sarin, da cui poi i cosiddetti gas nervini, composti chimici fluorurati per scopi militari, risale al 1938. Il loro effetto tossico, spesso letale, si basa sull'inattivazione transitoria (gli agenti più datati), o irreversibile (i composti di più recente introduzione), dell'enzima acetilcolinesterasi, che degrada l'acetilcolina, portando così a un effetto bloccante sull'attività del sistema nervoso centrale, generando danni che possono arrivare fino alla morte, anche in pochi minuti.
Si può ricordare anche l'esafluoruro di zolfo SF6, gas particolarmente inerte, usato come dielettrico per trasformatori ad alto potenziale.
Dalla sua scoperta, il fluoro elementare F2 non venne prodotto in grandi quantità fino alla II guerra mondiale, quando si rivelò indispensabile nell'arricchimento dell'uranio.

## Applicazioni
In chimica organica il legame carbonio-fluoro è uno fra i legami chimici più forti. Questo fatto contribuisce in modo significativo all'elevata inerzia chimica tipica di queste molecole. A partire dagli anni 60 vengono commercializzati molti prodotti contenenti fluoro:
- Plastiche decisamente inerti e a basso coefficiente di attrito come il PTFE.
- Manufatti polimerici non infiammabili ad alta resistività, ad esempio per le guaine dei cavi elettrici.
- Plastiche trasparenti ad alto indice di rifrazione per le fibre ottiche polimeriche.
- Lubrificanti per condizioni estreme[35], ad esempio quelli usati per lubrificare la sonda Mars Pathfinder.
- Liquidi refrigeranti come il freon. Gli idrofluoroclorocarburi sono usati massicciamente negli impianti di aria condizionata e nella refrigerazione. I clorofluorocarburi sono stati vietati per queste applicazioni perché sospettati di contribuire alla formazione del buco nell'ozono. Entrambe queste classi di composti sono potenti gas a effetto serra. Il fluoro viene usato per produrre nuovi refrigeranti a basso impatto ambientale quali gli idrofluoroeteri.
- Il fluoro è spesso un sostituto dell'idrogeno nei composti organici. Nei medicinali moltiplica l'efficacia terapeutica e contemporaneamente ritarda la metabolizzazione del principio attivo. Si stima che circa il 20% dei prodotti farmaceutici attualmente in commercio contenga uno o più atomi di fluoro[36].
- Insieme agli altri alogeni è molto comune nelle sostanze anestetiche.
- Come fluoruro (F−) è usato quale agente anti-carie nei dentifrici e nei collutori[37].
- Come acido fluoridrico (HF) è usato per incidere il vetro delle lampadine e di altri prodotti.
- Nell'industria dei semiconduttori.
- Nelle membrane delle fuel cell e nelle celle a membrana per la produzione di cloro.
- Nelle batterie Li-Ion e Li-Polyr.
- Nella produzione dell'uranio dall'esafluoruro, ossia nel ciclo del combustibile nucleare. Il fluoruro di sodio è usato come base per la produzione di esafluoruro di uranio (UF6), il quale, allo stato gassoso, viene centrifugato e fatto passare attraverso pareti semipermeabili, arricchendo in tal modo l'U naturale in 235U, che è l'isotopo fissile dell'uranio; l'uranio arricchito può essere utilizzato sia come combustibile per i reattori nucleari (arricchimento dell'8-10% per reattori moderati ad acqua) sia come massa critica per gli ordigni nucleari (arricchimento superiore al 50%). Questo processo tecnologico genera un rifiuto "speciale", il fluoro radioattivo, impossibile da smaltire o trattare, che quindi comporta una costosa gestione.
- Il fluoro-18, un radionuclide artificiale instabile del fluoro, con emivita di 110 minuti[38] è usato in medicina nucleare per condurre esami di tomografia a emissione di positroni (PET ed anche CT-PET o SPECT-PET) per la sua caratteristica fondamentale, cioè di emettere positroni, ovvero anti-elettroni (e+) nel loro decadimento beta+ , insieme ai neutrini, secondo la reazione di decadimento beta positivo:

18F  →  18O + e+ + ν.
- Il fluoro viene anche utilizzato come additivo in paraffine e scioline nello sci in condizioni di alta umidità.

## Isotopi
Il fluoro (9F) è il tredicesimo elemento per abbondanza sulla crosta terrestre, dove è presente nella misura di 544 ppm.
È un elemento monoisotopico, dato che solo il nuclide 19F, con 9 protoni e 10 neutroni, è stabile, non essendo soggetto ad alcun decadimento; inoltre, a parte tracce dell'isotopo 18F, tutto il fluoro sulla crosta terrestre è presente solo come 19F e pertanto il fluoro è anche un elemento mononuclidico.
L'isotopo 19F ha spin 1/2; questa caratteristica consente di usare la risonanza magnetica nucleare per il fluoro (19F-RMN) e i suoi composti; oltre ad avere abbondanza del 100%, questo nuclide è dotato di alto rapporto giromagnetico: entrambe le caratteristiche si traducono in una sensitività molto alta per questa spettroscopia e l'assenza di momento di quadrupolo nucleare connesso al valore 1/2 dello spin stesso evita l'allargamento dei picchi, consentendo di ottenere spettri ad alta risoluzione.
Dell'elemento fluoro si conoscono almeno 18 isotopi, con numeri di massa che vanno da A = 14, ad A = 31.

### Isotopi radioattivi
Il 15F (spin 1/2), con soli 6 neutroni è molto instabile, decade espellendo un protone facendo intervenire l'interazione nucleare forte: si trasforma quindi in ossigeno-14 con un'emivita brevissima, caratteristica dell'interazione forte, pari a 4,562×10−22 secondi; nel processo si libera un'energia di 1.479 keV; l'ossigeno-14 così prodotto è instabile e decade (interazione debole) in modalità mista, cattura elettronica o emissione di positrone (ε/β+, decadimenti beta positivi) ma quasi solo per emissione di positrone (99,9%), a dare azoto-14, stabile.
Il 16F (spin 0-), con soli 7 neutroni è molto instabile, decade espellendo anch'esso un protone, trasformandosi in ossigeno-15, con un'emivita di 1,140×10−20 secondi e liberando un'energia di 535,68 keV; l'ossigeno-15 così prodotto è instabile e decade in modalità mista (ε/β+), ma quasi solo per emissione di positrone, dando azoto-15, stabile.
Il 17F (spin 5/2) è instabile e decade in modalità mista (ε/β+), ma quasi solo per emissione di positrone, dando ossigeno-17, stabile; l'emivita è di 1,075 minuti e l'energia liberata è di 1.738,3 keV.
Il 18F (spin 5/2) è instabile e decade in modalità mista (ε/β+), ma quasi solo per emissione di positrone (96,7%), dando ossigeno-18, stabile; l'emivita è di 109,77 minuti e l'energia liberata è di 633,02 keV. Questo isotopo radioattivo è il più longevo tra quelli del fluoro.
Il 20F (spin 2) è instabile e decade in modalità beta negativo (β−) per dare neon-20, stabile; l'emivita è di 11,07 secondi e l'energia liberata è di 7.024,5 keV.
Il 21F (spin 5/2) è instabile e decade in modalità beta negativo (β−) per dare neon-21, stabile; l'emivita è di 14,158 secondi e l'energia liberata è di 5.684,2 keV.
Più di recente, sono state descritte alcune proprietà dei nuclei di 29F: data l'inusuale abbondanza di neutroni al proprio interno, mostrano proprietà non comuni, in particolare sembra che questi nuclei atomici presentino un alone di materia con densità minore di quella del core centrale più compatto.

## Sintesi
La sintesi moderna del fluoro è basata sul metodo originale di Henri Moissan. Come allora, il fluoro si ottiene per elettrolisi a partire da acido fluoridrico. La scarsa conducibilità elettrica di questo composto fa sì che sia necessario utilizzare in pratica un sale misto KF * n HF con n variabile da 1 a 8. Aumentando progressivamente la percentuale di acido si riduce la temperature di fusione del sale misto da 250 a circa 65 °C. In queste condizioni operative l'acido fluoridrico viene mantenuto in fase liquida portando la cella a pressioni elevate. Per resistere all'azione corrosiva della miscela di fluoro e acido fluoridrico la cella è realizzata in monel, il catodo può essere di rame o di grafite mentre l'anodo è comunemente realizzato in nichel.
All'anodo si produce fluoro secondo la reazione
{\displaystyle {\ce {2F- -> F2 + 2e-}}}
Al catodo invece si scarica idrogeno
{\displaystyle {\ce {2H+ + 2e- -> H2}}}
Nel 1986 Karl Christe ha scoperto una reazione di sintesi del fluoro non elettrochimica usando una soluzione di acido fluoridrico HF, esafluoromanganato(IV) di potassio (K2MnF6) e pentafluoruro di antimonio (SbF5) a 150 °C:
{\displaystyle {\ce {K2MnF6 + 2SbF5 -> 2KSbF6 + MnF3 + 1/2 F2}}}
Questa reazione è impraticabile su larga scala.

## Precauzioni
Il fluoro e l'acido fluoridrico devono essere maneggiati con grande attenzione e qualsiasi contatto con la pelle e gli occhi deve essere evitato.
Il fluoro ha un forte odore pungente rilevabile già a basse concentrazioni (venti ppb), simile a quello degli altri alogeni e paragonabile a quello dell'ozono. Esso è altamente tossico e corrosivo. È raccomandabile che l'esposizione massima giornaliera (TLV-TWA) sia di una parte per milione. La più bassa dose letale nota è venticinque ppm. L'esposizione continua al fluoro e ai suoi sali porta a fluorosi del tessuto osseo e danni al sistema nervoso centrale.
Procedure di sicurezza molto rigide permettono il trasporto di fluoro liquido o gassoso in grandi quantità.